# Sikkimia
Sikkimia is een geslacht van kevers uit de familie bladkevers (Chrysomelidae).
De wetenschappelijke naam van het geslacht werd in 1891 gepubliceerd door Duvivier.

## Soorten
- Sikkimia antennata Duvivier, 1891
- Sikkimia metallica Jacoby, 1903
- Sikkimia tamra Maulik, 1936